# Into the Fire (Stargate SG-1)
Into the Fire (En el Fuego en Latinoamérica, Bajo el Fuego en España) es el primer episodio de la tercera temporada de la serie de televisión de ciencia ficción Stargate SG-1, y el cuadragésimo quinto capítulo de toda la serie. Corresponde a la Parte 2 de 2 capítulos, siendo precedida por "Out of Mind".

## Trama
Un equipo SG trae noticias de los Tok'ra al Gral. Hammond: El SG-1 es prisionero de Hathor. Hammond junto con el Mayor Davis, llegado hace poco, ven asombrados los planos del SGC Goa'uld. Esta información fue obtenida gracias a un espía Tok'ra en las filas de Hathor, quien reconstruye su imperio, sin que lo sepan los demás Goa'uld.
Mientras tanto, Hathor elige a O'Neill para ser el anfitrión del simbionte, pero la implantación es postergada, porque una de las súbditas de Hathor, la Doctora del SGC, ha disparado con un Zat a Jack y "accidentalmente" también al simbionte, "por creer que O'Neill iba a dañarlo".
En el SGC, entre tanto, Hammond convoca a todas las unidades SG disponibles para la misión de rescate del SG-1, pese a la negativa del Mayor Davis. Ya en el planeta los 4 equipos SG, entran a la pirámide. Adentro logran rescatar solo a Carter y a Daniel. Cuando intentan huir por el Portal, descubren que este fue tomado por guardias de Hathor y está protegido además por torres, rodeadas de escudos. Afortunadamente, logran escapar, momentáneamente, de los soldados de Hathor, usando túneles Tok'ra que estaban ocultos en el planeta. Se da cuenta de que mientras los escudos, que incluso se extienden en los propios túneles, rodeen el Portal no podrán escapar, aunque si bien logran comunicarse por radio con la Tierra, cuando Hammond llama para saber la situación de la operación. Él dice que tratara de enviar a más hombre, pero que primero deberán eliminar los escudos, así que Carter decide volver a la pirámide para encontrar y destruir los generadores del escudo. Pero en el SGC, Hammond recibe órdenes superiores de no comprometer más hombres en la misión, por lo que se ve forzado a buscar apoyo en otro lado.
En Chulak, mientras, Teal'c intenta conseguir ayuda de los demás Jaffa para buscar al SG-1. Sin embargo, la gente de Chulak, aun sabiendo que Apophis ha muerto, sigue siendo leal a los Goa'uld y creen que Apophis mismo, aun vive en su hijo. Realiza entonces una reunión en la ciudad para buscar Jaffa dispuestos a la causa de libertad, pero solo logra el apoyo de unos 4 o 5 hombres, entre ellos Bra'tac, y el propio Gral. Hammond, que ha venido por Teal'c para ayudar a los equipos SG en peligro.
En la pirámide se le implanta el simbionte a O'Neill, pero cuando Hathor se retira, la Goa'uld que hacia de Doctora, pone a Jack en criogenia para impedir la unión del huésped con el anfitrión. Resulta ser ella la espía Tok'ra. Todo va bien hasta que Hathor vuelve y ataca a la Tok'ra. En ese momento, Carter llega y logra detener a Hathor momentáneamente. Carter abre la cápsula donde estaba O'Neill; el plan funcionó, la criogenia mató al simbionte. Hathor despierta en ese instante y después de una breve lucha, Jack la mata arrojándola abajo a la cámara de congelamiento. Luego descubren la ubicación de los generadores del escudo en la falsa sala del portal. En esos momentos los Jaffa capturan a Daniel y al resto de los soldados y los colocan prisioneros cerca del portal. Debido a que los refuerzos de Hammond llegaran pronto, Carter espera a distancia y Jack, haciéndose pasar por Goa'uld, sale e intenta convencer a los guardias que se rindan diciendo que Hathor ha muerto. En ese momento se abre el portal y Carter elimina los escudos. Pronto, del Stargate emerge una nave voladora piloteada por Teal'c y Hammond, que destruyen las torres de guardia, mientras Bra'tac y otros Jaffa toman el portal.

## Artistas invitados
- Tony Amendola como Bra'tac.
- Suanne Braun como Hathor.
- Tom Butler como Trofsky.
- Colin Cunningham como el Mayor Davis.
- Samantha Ferris como la Dra. Raully.
- Gary Jones como Walter Harriman.
- Steve Makaj como el Coronel Makepeace.